# Generthed
Generthed (også kaldet forsagthed) er følelsen af ængstelse, ubehag eller forlegenhed, især når en person er i nærhed med andre mennesker. Det opstår primært i nye situationer eller i selskab med uvante mennesker. Generthed kan være et karaktertræk ved personer, der har lavt selvværd. Stærkere former for generthed defineres typisk som social angst eller social fobi.
Det primære karaktertræk ved generthed er en stor personligt drevet frygt for, hvad andre mennesker synes om ens personlige opførsel. Det betyder, at en person bliver bange for at gøre eller sige, hvad vedkommende ellers gerne vil, det sker af frygt for negative reaktioner, latterliggørelse, ydmygelse, kritik eller afvisning. En genert person vil derfor nogle gange i stedet helt undgå sociale situationer.
Et vigtigt aspekt i generthed er udviklingen af sociale færdigheder. Skoler og forældre kan indirekte gå ud fra, at børn er fuldt ud i stand til at indgå i effektive sociale interaktioner. Indlæring af sociale færdigheder gives ikke nogen prioritet (i modsætning til læsning og skrivning) og som et resultat deraf har generte elever ikke mulighed for at udvikle deres evner til at deltage i klassen og interagere med kammeraterne. Lærere kan være med til at udvikle de sociale færdigheder og stille spørgsmål på en mere indirekte og mindre intimiderende måde, således at generte elever nænsomt motiveres til at snakke i klassen og etablerer venskaber med andre børn.
Generthed kan komme fra genetiske træk, miljø og vedkommendes personlige erfaringer.